# Кенигсберг
Кенигсберг (њем. Königsberg) био је историјски пруски град, данашњи руски Калињинград. Кенигсберг су основали Тевтонски витезови 1255. на мјесту древног пруског насеља Твангсте (Twangste) током Сјеверних крсташких похода, а назив је добио у част чешког краља Отокара II. Балтички лучки град, сукцесивно је постао пријестоница тевтонске монашке државе, Војводства Пруског (1525—1701) и Источне Пруске. Кенигсберг је остао крунски град Краљевине Пруске, иако је пријестоница премјештена у Берлин 1701. године.
Између 13. и 20. вијека, становници су претежно говорили њемачки језик, али је град као мултикултуралан имао дубок утицај на литванску и пољску културу. Град је био издавачко средиште лутеранске књижевности, укључујући први пољски превод Новог завјета, који је штампан у граду 1551. године, прву књигу на литванском и први лутерански катекизам, оба штампана у граду 1547. године. Универзитетски град, дом Универзитета Албертина (основан 1544.), Кенигсберг се развио у важно њемачко интелектуално и културно средиште, резиденцију Симона Даха, Имануела Канта, Кете Колвиц, Е. Т. А. Хофмана, Давида Хилберта, Агнесе Мигел, Хане Арент, Михаела Вика и осталих.
Кенигсберг је био најисточнији велики град Њемачке до Другог свјетског рата. Град је тешко оштећен савезничким бомбардовањем 1944. и током битке за Кенигсберг 1945, када га је заузео Совјетски Савез. Потсдамским споразумом из 1945. град је стављен под привремену совјетску управу, а припојен је 9. априла 1945. године. Литванском становништву града је дозвољено да остане, али је њемачко становништво депортовано, а град је поново насељен углавном Русима из Совјетског Савеза. Преименован је у Калињинград 1946. године у част совјетског вође Михаила Калињина. Сада је главни град руске Калињинградске области, ексклаве која се на сјеверу граничи са Литванијом, а на југу са Пољском. У Уговору о коначном поравњању из 1990. године, Њемачка се одрекла свих права на град.

## Назив
Први помен данашњег мјеста у љетописима, указује на село рибара и ловаца. Када су Тевтонци започели своје Балтичке крсташке походе, изградили су дрвено утврђење, а касније и камено, које су назвали Conigsberg, а које је касније постало Königsberg. Дословно значење је „Краљева планина”, у част чешког краља Отокара II, који је предводио једна од тевтонских похода. На литванском се град зове Karaliaučius (са истим значење као и њемачки назив).